# Príncipe de Metternich-Winneburg-Beilstein
Príncipe de Metternich-Winneburg-Beilstein foi um título nobre dado pelo imperador Francisco I da Áustria a favor de Klemens Wenzel von Metternich, também Conde de Metternich-Winneburg-Beilstein, devido aos importantíssimos actos diplomáticos levados a cabo por este nobre de origem alemã.
Todavia, não foi Klemens Wenzel von Metternich o único titular da família. Mais de cinco séculos de existência conta a nobre casa Metternich-Winnebur-Beilstein, cuja origem remonta a uma burguesa família, que emergiu na sociedade através do comércio. Porém a linhagem nobiliárquica somente se inicia ao ser atribuido o título de Barão a Guilherme Metternich-Winneburg e Beilstein.

## Barões de Metternich-Winneburg e Beilstein
- Guilherme Metternich-Winneburg e Beilstein

## Condes de Metternich-Winneburg e Beilstein
- Dietrich Filipe Adolfo Metternich-Winneburg e Beilstein
- Filipe Emerich Metternich-Winneburg e Beilstein
- Francisco Fernando Metternich-Winneburg e Beilstein
- João Hugo Francisco Metternich-Winneburg e Beilstein
- Philipp Ehrenreich Metternich-Winneburg e Beilstein
- Clemente Francisco Metternich-Winneburg e Beilstein
- Francisco Jorge Carlos José João Nepomuceno Metternich-Winneburg e Beilstein
- Klemens Wenzel von Metternich, tornado Príncipe por Francisco I da Áustria-Hungria.

## Príncipes de Metternich-Winneburg e Beilstein
- Klemens Wenzel von Metternich
- Paul-Alfons Metternich-Winneburg e Beilstein